# Hypobathrum hoaense
Hypobathrum hoaense är en måreväxtart som beskrevs av Jean Baptiste Louis Pierre och Charles-Joseph Marie Pitard. Hypobathrum hoaense ingår i släktet Hypobathrum och familjen måreväxter.
Artens utbredningsområde är Vietnam. Inga underarter finns listade i Catalogue of Life.